# Канела (Риу-Гранди-ду-Сул)
Кане́ла (порт. Canela) — муниципалитет в Бразилии, входит в штат Риу-Гранди-ду-Сул. Составная часть мезорегиона Агломерация Порту-Алегри. Входит в экономико-статистический микрорегион Грамаду-Канела. Население составляет 40 147 человек на 2006 год. Занимает площадь 254,579 км². Плотность населения — 157,7 чел./км².

## История
Город основан 28 декабря 1944 года.

## Статистика
- Валовой внутренний продукт на 2003 составляет 198.923.616,00 реалов (данные: Бразильский институт географии и статистики).
- Валовой внутренний продукт на душу населения на 2003 составляет 5.353,74 реалов (данные: Бразильский институт географии и статистики).
- Индекс развития человеческого потенциала на 2000 составляет 0,818 (данные: Программа развития ООН).

## География
Климат местности: субтропический. В соответствии с классификацией Кёппена, климат относится к категории Cfb.

## Экономика
Канела вместе с расположенным неподалёку городком Грамаду является важным туристическим центром. Особой популярностью у посетителей пользуется экотуризм, поскольку природа в окрестностях Канелы весьма разнообразна и предоставляет прекрасные возможности для походов, скалолазания, верховой езды и рафтинга по рекам. Главной достопримечательностью Канелы является знаменитый парк Каракол, а также водопад Каракол.